# Werner von der Schulenburg (1736-1810)
 Der er flere personer med dette navn, se Werner von der Schulenburg (1679-1755).
Werner lensgreve von der Schulenburg (7. april 1736 i Paris – 26. august 1810 i Salzwedel) var en dansk-tysk diplomat.
Schulenburg fødtes 7. april 1736 i Paris som søn af feltmarskal, grev Werner von der Schulenburg og Cathrine Margrethe von der Schulenburg, født von Brockdorff. 1742 kom han til Danmark, blev 1752 kammerjunker og studerede 3 år i Sorø Akademi og i Leipzig. 1763 blev han kammerherre og udnævntes til envoyé ved det sachsiske hof, hvilken stilling han beklædte til 1768. 1779 var han i overordentlig mission i Stockholm. 1776 blev han hvid ridder. 1786 kom han i besiddelse af de slesvigske godser Søgård, Åretoft og Måslev, flyttede til Hamborg og arvede 1803 sin ældre broders godser Apenburg, Winterfelde i Altmark, Betzendorf og Rittleben. Han døde 26. august 1810 i Salzwedel i Altmark.
Schulenburg ægtede i august 1781 den fra Struenseeperioden bekendte fru Johanne Marie de Malleville, f. Meyer (døbt 31. marts 1750, d. 20. november 1817, gift 28. marts 1763 med generalguvernør i Dansk Vestindien Thomas de Malleville (1739 på Skt. Croix – 22. oktober 1798 sammesteds), fra hvem hun 1780 var blevet skilt).